# Campodorus gracilipes
Campodorus gracilipes là một loài tò vò trong họ Ichneumonidae.